# Bagger 1473

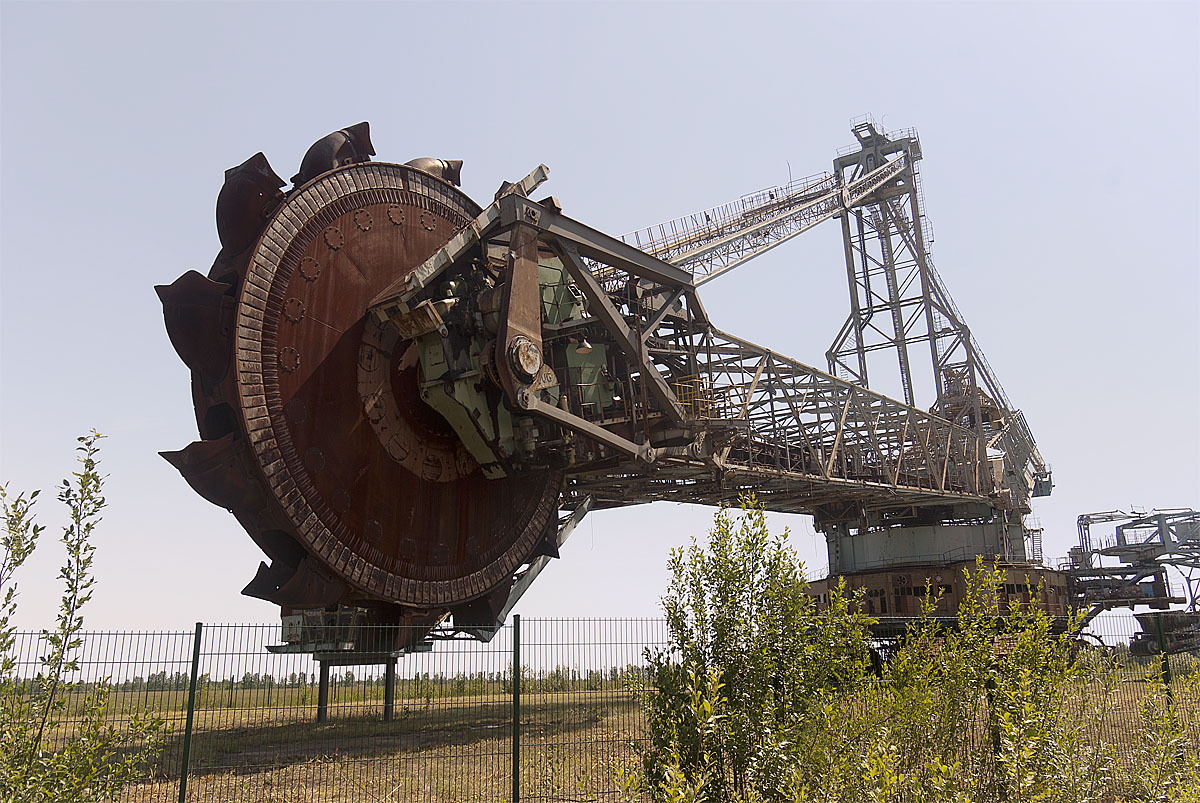
Ansicht Schaufelrad und Radausleger von Bagger 1473 (2011)

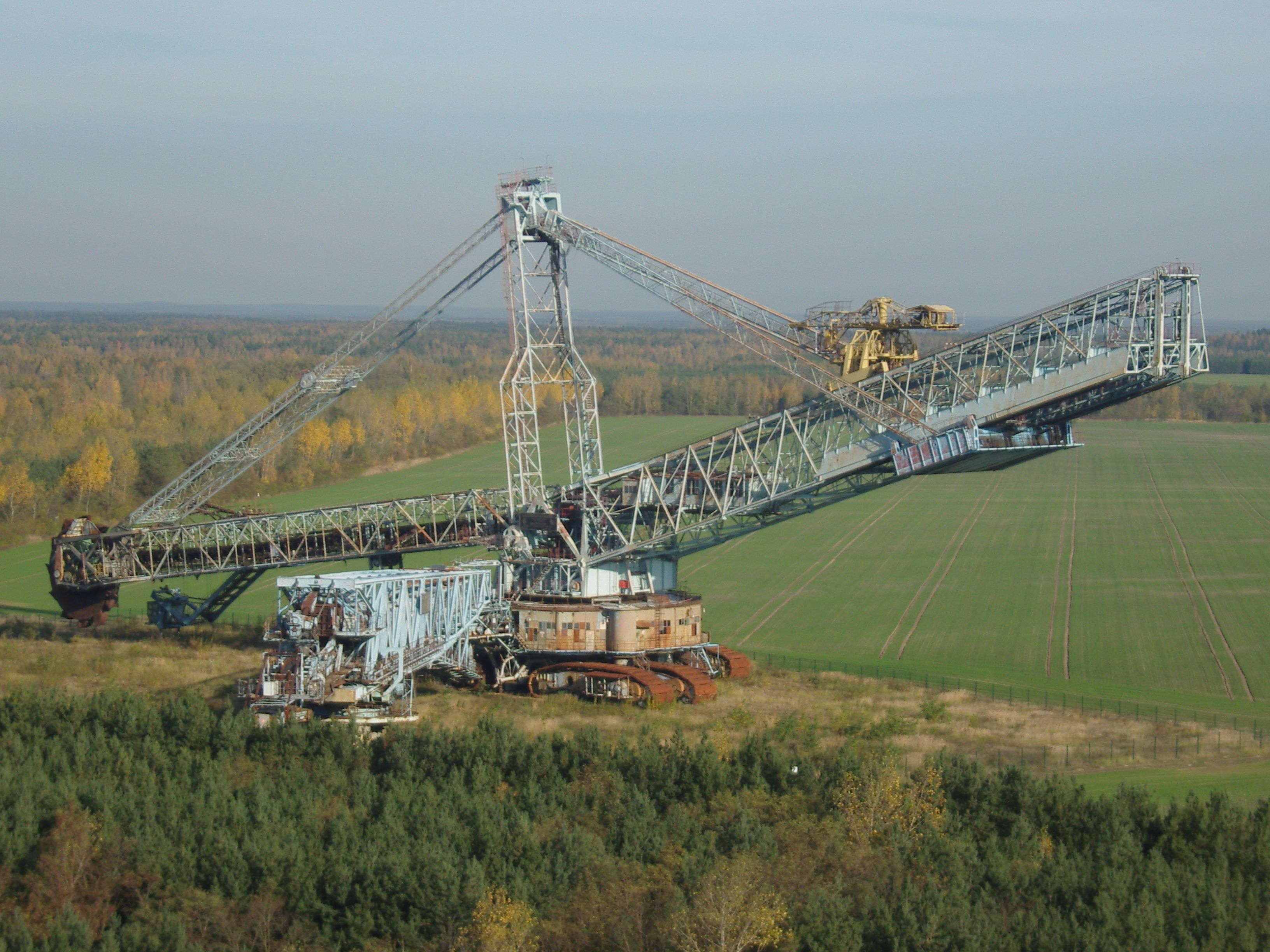
Gesamtansicht Bagger 1473 (2008)

Der Bagger 1473 mit der Typenbezeichnung SRs 1500 ist ein Schaufelradbagger, der 1964/1965 vom VEB Schwermaschinenbau Lauchhammerwerk gebaut wurde und bis 2002 im Lausitzer Braunkohlerevier im Einsatz war. Nach seiner Stilllegung wurde der Bagger 2003 nach Hörlitz umgesetzt, um ihn als Zeugnis der Bergbaugeschichte zu erhalten.
Aufgrund seiner markanten blauen Farbgebung wird der Bagger auch „Blaues Wunder“ genannt. Im Jahr 2019 erhielt er den offiziellen Denkmalstatus, doch Pläne zur Verschrottung und die damit verbundenen Diskussionen bestehen weiterhin, sodass seine Zukunft ungewiss bleibt.

## Geschichte
1964/1965 wurde der Schaufelradbagger im Tagebau Meuro aufgebaut und bis zur Einstellung der Kohleförderung im Jahr 1999 dort für den Abtrag des Deckgebirges eingesetzt. Lediglich von 1986 bis 1987 war er vorübergehend im benachbarten Tagebau Welzow-Süd im Einsatz.
Zwischen 1999 und 2002 wurde der Bagger noch zur Rekultivierung im Tagebau Meuro verwendet, bevor seine Verschrottung vorgesehen war. Die Städte Senftenberg und Großräschen sowie die Gemeinde Schipkau setzten sich jedoch erfolgreich für seinen Erhalt ein. 2003 wurde der Bagger an den Südwestrand des ehemaligen Tagebaus bei Hörlitz umgesetzt.
Anfang 2019 wurde bekannt, dass der zunehmende Verfall und Vandalismus erneut Überlegungen zur Verschrottung ausgelöst hatten. Geplant war, lediglich Teile wie das Schaufelrad zu erhalten. Nachdem zahlreiche Bürger, darunter ehemalige Bergbauarbeiter, ihren Unmut über die Pläne äußerten, wurde das Brandenburgische Landesamt für Denkmalpflege auf die Situation aufmerksam und setzte den Bagger wenig später auf die amtliche Denkmalliste.
Im August 2024 stellten die Bürgermeister von Senftenberg, Großräschen und Schipkau bei der Oberen Denkmalschutzbehörde einen Antrag zur Streichung des Baggers aus der Denkmalliste, um eine Sprengung und anschließende Verschrottung zu ermöglichen. Hintergrund ist der zunehmend schlechte Zustand des Baggers, die damit verbundenen Gefahren und der hohe finanzielle Aufwand, der für seine Erhaltung notwendig wäre. Laut dem Bürgermeister von Schipkau kann der Bagger nur erhalten werden, wenn das Land Brandenburg finanzielle Unterstützung für dringend notwendigen Sanierungs- und Erhaltungsmaßnahmen bereitstellt. Die Zukunft des Baggers bleibt weiterhin ungewiss.

## Technische Daten
Der Schaufelradbagger verfügte im Betrieb über eine Leistung von 5555 kW und wurde mit einem 6-kV-Stromkabel versorgt.
Insgesamt ist der Schaufelradbagger etwa 50 Meter hoch und rund 171,5 Meter lang. Das sechsteilige Raupenfahrwerk mit einer maximalen Fahrgeschwindigkeit von 6 Metern pro Minute trägt die Gesamtmasse von 3850 Tonnen.
Mit 10 Schaufeln à 1,5 Kubikmeter und 57 Schüttungen pro Minute (sogenannte Schüttungszahl) erreicht der Bagger eine theoretische Abbauleistung von 5130 Kubikmeter pro Stunde. Der Schaufelrad-Durchmesser beträgt 12,5 Meter und die Schnittgeschwindigkeit 3,73 Meter pro Sekunde.
Die Konstruktion des Radauslegers mit einer Länge von 67 Meter ermöglicht eine Abtragungshöhe von bis zu 35 Meter und eine Abtragungstiefe von bis zu 15 Meter.

## Anmerkung und Einzelnachweise
1. ↑  Schaufelradbagger Raupenfahrwerk schwenkbar mit 1500 Liter Schaufelinhalt
2. 1 2  Geschichte und Technische Daten zum Bagger 1473 (Memento vom 28. Oktober 2018 im Internet Archive) auf www.gemeinde-schipkau.de, abgerufen am 19. Januar 2019.
3. ↑  Letzte Reise für das „Blaue Wunder“ vom Lausitzring. Lausitzer Rundschau am 11. Januar 2019, abgerufen am 21. Januar 2019.
4. ↑  „Blaues Wunder“ darf nicht gesprengt werden. Lausitzer Rundschau am 26. Februar 2019, abgerufen am 2. Juli 2019.
5. ↑  Eintrag in die brandenburger Denkmalsliste
6. ↑  Blaues Wunder: Tagebau-Bagger unter Denkmalschutz steht erneut vor unsicherer Zukunft, rbb24.de, abgerufen am 8. Januar 2025.
7. ↑  Bergbauwahrzeichen soll erhalten bleiben. (Memento vom 20. Januar 2019 im Internet Archive) Lausitzer Rundschau, 16. Dezember 2002, abgerufen am 19. Januar 2019.

Koordinaten: 51° 32′ 7,6″ N, 13° 56′ 58,3″ O